# Residenzen Kölner Bischöfe

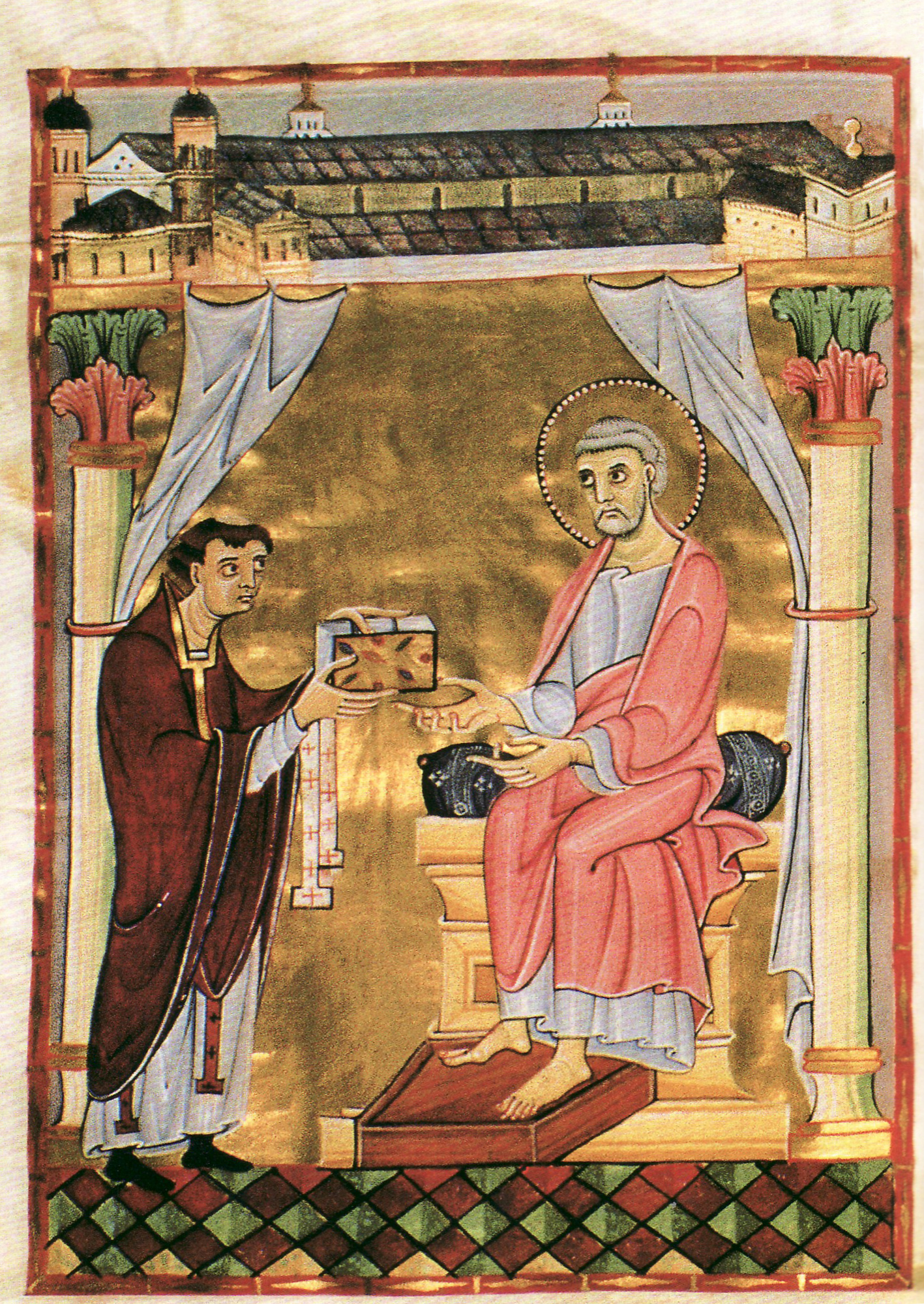
Der Bau im oberen Bild des Hillinius-Codicis (um 1025) wird als Abbildung des Hildebold-Baus interpretiert

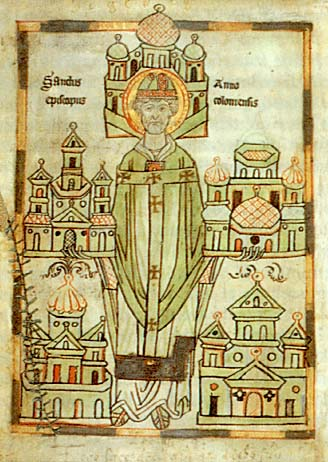
Anno II. mit Modellen von ihm gestifteter Klöster und Stifte

Die Residenzen Kölner Bischöfe sind in der Nachfolge eines frühen karolingischen Königshofs in Köln, auch „Pfalz“ genannt, zu sehen. Die Bischofsresidenzen verlagerten sich im Verlauf kommunaler Entwicklung innerhalb der Bischofsstadt an unterschiedliche Örtlichkeiten. Die Doppelfunktion der bischöflichen Residenten, die als kurfürstliche Landes- und Stadtherren sowie auch als Bischof in der Stadt amtierten, führten zu politischen Verwerfungen, in deren Folge Residenzen in anderen Orten des Bistums errichtet und als Hauptsitz genutzt wurden. Nach der mit der französischen Besetzung der Rheinlande verbundenen Aufhebung des Erzbistums Köln kehrten die Bischöfe in preußischer Zeit an ihren ursprünglichen Sitz in der Stadt Köln zurück.

## Geschichte
Wahrscheinlich bestand eine Bischofsresidenz schon zur Zeit der Erhebung des Bistums Köln zum Erzbistum. Diese erfolgte unter Hildebold, der zwischen 784 und 787 den Kölner Bischofsstuhl bestieg. Ein genaues Datum zur Errichtung der Kölner Kirchenprovinz als Metropolitansitz mit 6 Suffraganbistümern fehlt. Im Testament Karls des Großen von 811, wurde Köln als Erzbistum bezeichnet.

## Kölner Bischofsresidenzen
Die Lokalisierung einer frühen Kölner Pfalz des 11. Jahrhunderts ist bislang nicht gelungen. Dieser Bischofssitz soll im Zusammenhang mit einem Aufstand Kölner Bürger gegen ihren unbeliebten Landesherrn, Erzbischof Anno, 1074 erstürmt worden sein. Ein wohl besser abgesicherter Neubau entstand erst etwa 100 Jahre später.

### Alter Palast
Das Erzbistum, geleitet von einer mit umfassenden Privilegien der Könige und Kaiser ausgestatteten Persönlichkeit, wurde in der Folgezeit als Sitz des Erzstiftes und des Kurfürstentums Köln ein bestimmender Faktor in der Stadt und über diese hinaus.
Das ältere erzbischöfliche Palais lag an der Südseite des Domes auf dem Areal der alten, fränkischen Königspfalz. (Vita Annonis (Mon. Germ. SS.XI, p.503, 1075): aedes episcopales in curia regia, und später, vetus domus archiepiscopi ante capellam Johannis et lapidea cathedra ibidem sita)

#### Hofkapelle

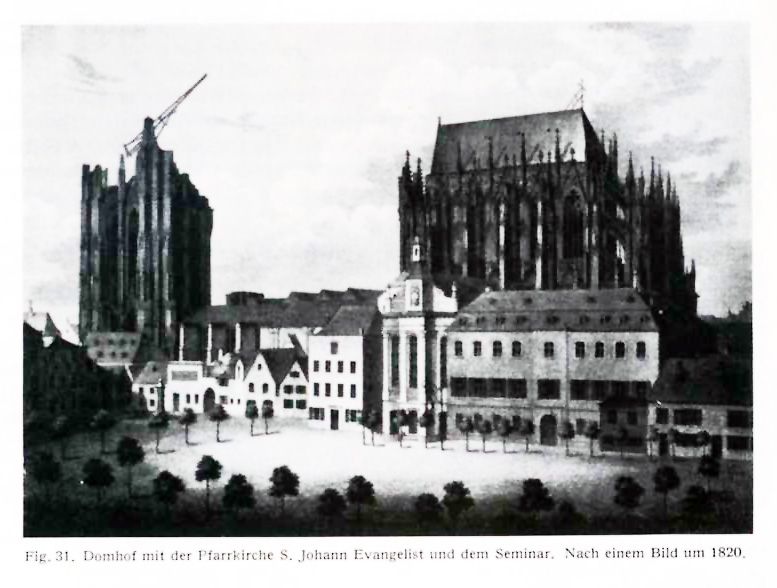
St-Johann Evangelist Köln. Nach einem Stahlstich von J. J. Rospatt um 1820. Nach dieser Vorlage gezeichnet von Ernst Friedrich Zwirner um 1857

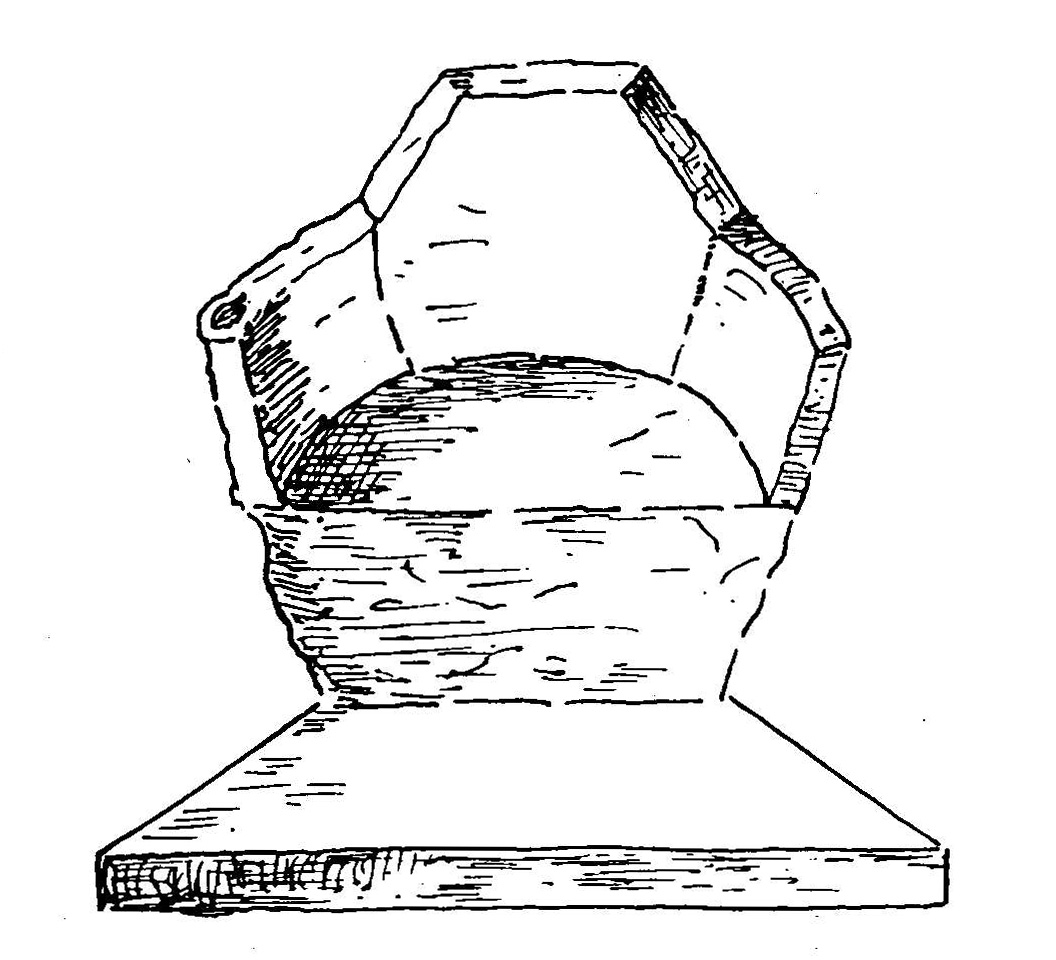
Cathedra, mittelalterlicher steinerner Thron Kölner Erzbischöfe

Durch unmittelbaren Anbau war der Palast mit der als Nachfolgerin einer für das 10. Jahrhundert angeführten Walburgiskapelle verbunden. Diese wurde möglicherweise ersetzt, oder erfuhr eine Namensänderung. Die dann seit 1074 als Oratorium „s.Johannis“ bezeugte und später in den Pfarrstand erhobene Kirche St. Johann Evangelist wurde als die Hofkapelle des Bischofs bezeichnet. Sie fand noch mehrfach Erwähnung im 12. Jahrhundert und wurde im Jahr 1172 nochmals explizit als „capella S. Johannis in domo episcopali“ bezeichnet. Noch 1237/38 hatte sie den Status „capella“, bis sie dann wenig später (ab 1244) in einem bischöflichen Schreiben mit der Bezeichnung plebanus s. Johannis in Curia erwähnt wurde.
Bei dieser Hofkapelle soll es sich um eine Doppelkapelle gehandelt haben, zu deren Obergeschoss eine Verbindung vom anliegenden Palast bestand. Eine Bodenöffnung ermöglichte den Blick zum unteren Johannesaltar, während das Obergeschoss selbst über einen Kapellenraum verfügte, der mit einem dem heiligen Dionysius geweihtem Altar ausgestattet war. Vor diesem stand der Bischofsstuhl, die steinerne Cathedra.
Das alte Haus am Domhof (super curiam), anstoßend (continguam) an die Johanniskapelle und alter Palast (antiquum palatium) genannt, schenkte Erzbischof Heinrich im Februar 1238 dem Domkapitel. Es sollte zur Abhilfe eines Mangels an Klaustralhäusern beitragen und hieß später Reifferscheider oder Linneper Hof.
Heinrich reservierte sich aber das Recht auf die Nutzung der Kapelle und des erzbischöflichen Sitzes vor dem Dionysiusaltar, damit ihm und seinen Nachfolgern bei feierlichen Gelegenheiten wie bisher der Zutritt zu ihr freistehe.
Anlässlich des Kirchenabbruchs wurde der erzbischöfliche Sitz, die Cathedra, verschenkt. Sie wurde um 1840 beim Bau einer Gartenmauer an der Mariengartenstraße als zerkleinertes Baumaterial zur Aufschüttung verwendet.

### Rainald von Dassels Neubau

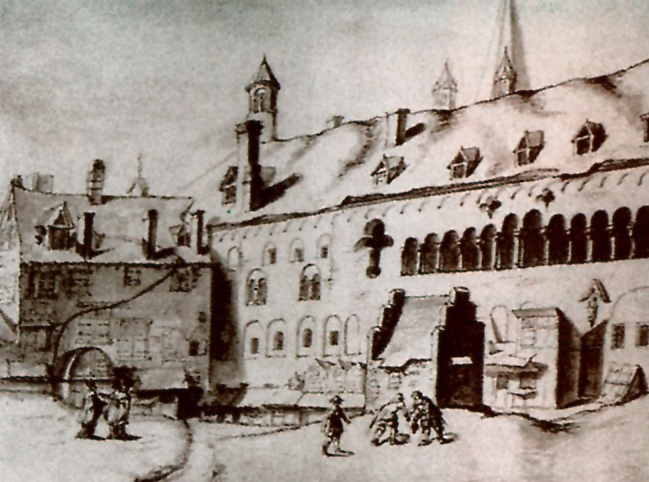
Erzbischöflicher Palast

Im Jahr 1163 ließ Erzbischof Rainald von Dassel unter großem Kostenaufwand ein neues Palais erbauen. Es befand sich nun ebenfalls auf dem südlichen Domhof, gegenüber dem alten Gebäude.
Der Palast Reinalds war ein dreistöckiger, langgestreckter romanischer Saalbau mit einer Länge von etwa 80 Metern und endete mit einem gaubenbestückten Satteldach. Das Gebäude lag zwischen den beiden Immunitätstoren des Dombezirkes, der 1807 abgebrochenen „Drachenpforte“ im Osten und der 1404 durch einen Brand zerstörten, aber 1820 erneuerten und 1893 endgültig abgebrochenen „Hachtpforte“ im Westen. Die Hauptpforte im Sockelgeschoss des Palastes wies nach Norden, wurde aber auf späteren Abbildungen (Mercator, Woensam, Finkenbaum etc.) durch die seit 1315 auf dem Domhof errichteten „Gaddenen“ (Buden der Händler) zumeist verdeckt. Dort hatte das Bauwerk rundbogige Blendengliederungen, in die die Fenster eingearbeitet waren. Die über der östlichen Römermauer errichtete Giebelfront der Ostwand war mit einem äußeren, als Risalit vorspringenden Kamin versehen, zu dessen Seiten in beiden Obergeschossen zwei gepaarte Rundbogenfenster in Nischen lagen. Die Flanken des Baus waren dreiteilig gegliedert und mit einer Arkadenreihe im Mittelteil versehen worden, deren Bogenöffnungen von fächerartigen Öffnungen eingefasst waren. Der mit zinnengekrönten Kreuzfenstern versehene Teil der Gliederung des Bauwerks wurde einem anderen, späteren Bauabschnitt entstammend zugeordnet. Über den Fenstern schloss das Mauerwerk mit einem umlaufenden Bogenfries ab. Die Ostseite des Daches trug ein kleines Rundtürmchen, dessen oberer Teil als Warte gestaltet worden war und mit einem spitzen Zeltdach endete. An dieser Seite soll sich auch eine 1467 erwähnte „Turmkammer“ befunden haben.

#### Bezeichnungen und Nutzung
Den wesentlichsten Teil des Gebäudeinneren nahm ein Saal ein. Er soll sich in seiner Anlage über zwei Geschosshöhen erstreckt haben. Wegen dieser beeindruckenden Räumlichkeit wurde der Palast des „Hohen Herren“ im Volksmund zumeist nur „Saal“ genannt. Er diente Huldigungen, Festen und Empfängen, sowie Gerichtssitzungen.
Mit der verlorenen Schlacht von Worringen hatte sich das politische Machtgefüge erheblich verändert. Zwar blieb Köln formal Sitz des Erzbistums; der Landesfürst und zugleich geistliche Oberhirte des Bistums residierte jedoch nun vornehmlich an anderen Orten. Dennoch fanden nach wie vor am Kölner Sitz wichtige landesherrliche und kirchliche Ereignisse statt.
- 1383 wurde dem erzbischöflichen Siegelbewahrer Hermann von Goch der „Saal“ als Pfand überlassen.
- 1349 wurde das Gebäude wohl nach Erzbischof Wilhelm von Gennep benannt, es trug dem Namen „Genneperhof“.
- 1363, als Adolf, Bischof zu Münster, Wilhelms Nachfolge in Köln antrat, war es für lange Zeit der Hof des „Herrn von Münster“.

Im September 1404 erlitt der „Saal“ schwere Brandschäden. 1449 dürfte der Zeitpunkt gewesen sein, zu dem der spätere „Kölnische Hof“, dessen Hauptgebäude ebenfalls mit einem repräsentativen Saal ausgestattet worden war, nach und nach die Rolle des Palastes am Domhof übernahm. Diese Liegenschaft des Kölner Erzbischofs lag am westlichen Ende der „Drankgass“, der noch heute existenten Trankgasse. Spätestens seit dem 16. Jahrhundert wurde der „Saal“ Sitz des erzbischöflichen Offizialgerichtes. Als „Großsiegler“ wurde Thomas von Quentel im Jahr 1664 durch Erzbischof Maximilian Heinrich zum Offizial für das Erzbistum Köln erhoben.
Bis dahin nahmen bei ihren sporadischen Besuchen bedeutender Reichsstädte einige der Herrscher auch in Köln Quartier und hielten im „Saal“ Hof und Gericht. Es waren:
- Heinrich (1301)
- Ruprecht (1401)
- Sigismund (1414)
- Friedrich (1442)
- Maximilian (1494)[10]

Wegen Anbaus von „Gaddemen“ und Wohnungen (wahrscheinlich Wohnungen der Dienstmannen) an den Palast gab es mehrfach Streitigkeiten zwischen der Stadt und dem Erzbischof. Die Stadt erhielt sie 1414/15 als Lehen. Die 1172 erstmals erwähnte, offenbar gleichzeitig mit dem Palast gebaute Thomaskapelle „unter dem Saale“ stürzte 1449 ein und wurde nach 1451 in spätgotischen Formen wieder aufgebaut. Bis zum Ausgang des 18. Jahrhunderts lag neben dieser Kapelle das erzbischöfliche Hochgericht.

#### Ende der Residenz am Domhof
Der baufällig gewordene „Rainaldsche“ Palast am Domhof wurde im Jahr 1674 nach seinem teilweisen Einsturz bis auf die Kapelle abgebrochen. Reste der Südmauer des Palastes sollen noch im 19. Jahrhundert auf dem Hof des Grundstückes der Straße „Unter Gottes Gnaden“ vorhanden gewesen sein.

### Der Kölnische Hof
Als neues Gebäude für Empfänge, Feste und Gerichtssitzungen diente dann den Kölner Erzbischöfen vorerst der an der Trankgasse 7 gelegene „Kölner Hof“. Diese Hofstatt wurde schon im Jahr 1449, „als den Weingärten des Domkapitels anliegend“ erwähnt. Sie wurde im 19. Jahrhundert nach Neu- und Umbauten zum ersten Kölner Museum, dem „Wallrafianum“.
Der „Hof“ übernahm immer mehr die Rolle der alten Residenz. Er wurde als solche noch von Josef Clemens genutzt, der sich jedoch in Bonn ein neues Domizil erbauen ließ. Der Kölnische Hof war 1473 Absteigequartier Kaiser Friedrichs und des als König in Köln weilenden Maximilian. Letzterer fand an seinem Quartier jedoch keinen Gefallen, es fand im Gegenteil „der Majestät ganzes Missfallen“.
1584 beabsichtigte der Erzbischof Ernst den Kölnischen Hof durch den anstoßenden Wittgensteinschen Hof zu erweitern, dieses Vorhaben wurde jedoch vom Kölner Rat abgelehnt. Nach einer Brandschädigung des Baus im Jahr 1593 berichtete der Kölner Chronist und Ratsherr Weinsberg über bauliche Details des frühen Hofes: „[…] Porzhaus, Pferdestall und Kanzlei brannten dabei ab, die oben gelegene Küche des Burggrafen und die steinerne Wendeltreppe vor dem großen Gehäuse blieben stehen.“
Da der Hof auch von dem päpstlichen Nuntius bewohnt wurde, plante man den sofortigen Wiederaufbau.

#### Neubau und Ende des Hofes

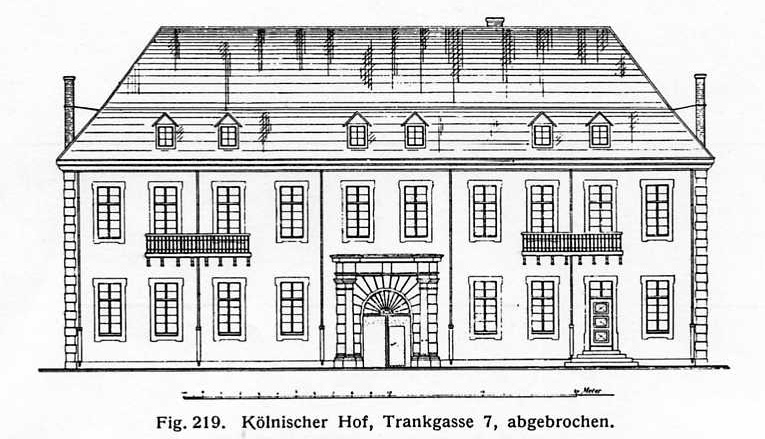
Kölnischer Hof, Trankgasse Köln um 1820

Ein Neubau des Kölnischen Hofes erfolgte am Anfang des 18. Jahrhunderts. Nach einem Schreiben der Erbvogtei aus dem Jahr 1721 leisteten der Steinmetzmeister Ringens, der Zimmermeister Johs. Schmitz und der Schlossermeister Peter Hilgers „untadelhafte Arbeit“.
Das neue Gebäude wies eine zehnachsige und zweigeschossige Fassade auf, deren große Regelmäßigkeit allgemein Beifall fand. Die Straßenfront hatte ein von Säulen eingefasstes Rundbogenportal und war mit zwei Balkonen ausgestattet. Den Hof des Gebäudes flankierten zwei Seitenflügel. Gestaltet hatte man das Gebäude im Stil italienischer Baumeister, den Formen des Düsseldorfer- und Bonner Hofes entsprechend. Ein auch in diesem Neubau wieder vorhandener großer Saal soll um 1740 mit Tapisserien ausgestattet gewesen sein.
In der französischen Zeit diente der Kölnische Hof als Korrektionstribunal, dem in der preußischen Zeit die Nutzung als Kreis- und dann die Verwendung als Landgericht folgte.
Bereits vorliegende Pläne zu größeren Umbaumaßnahmen der Baumeister J. J. Hittorff und Johann-Peter Weyer wurden durch die Erbauung des Appellhofes, dem noch heute stehenden alten Gerichtsgebäude, obsolet. Der Kölnische Hof ging in den Besitz der Stadt über und wurde nach einigen kleineren Bauanpassungen zur Aufnahme der Wallrafschen Sammlungen bestimmt. Nach der Entstehung des Museums an der Minoritenkirche wurde der Kölnische Hof 1863 an den Kölner Bankier und Kommerzienrat Deichmann verkauft, der später den Hof abbrechen ließ. Im Jahre 1913 entstand auf dem Gelände Trankgasse ein siebengeschossiger Büro- und Geschäftshauskomplex, der im Volksmund noch heute als „Deichmannhaus“ bezeichnet wird.

### Residenzen im Kölner Umland
Schon Erzbischof Heinrich hatte den Kölnern, deren Rat 1216 erstmals erwähnt wurde, eingeräumt, dass bei Streitfragen in Rechtzuständigkeiten ein Gremium verbindliche Schiedssprüche (Schied) fällen sollte. Damit erkannte Heinrich eine städtische Institution an, die mit ihren Schiedssprüchen auch die Belange des Stadtherrn berührte. Ein in der Folge immer selbstbewusster auftretende Rat versuchte die Rechte des Bischofs auf allen Gebieten zu beschränken.
An der mangelnden Konzilianz des Rates scheiterten auch die Bemühungen der bischöflichen Stadtherren, ihrem Palais durch eine residenzartige Ausgestaltung des Dombezirks eine adäquate Umgebung zu verschaffen. Spätestens um 1315, nachdem der Erzbischof 1288 durch die vernichtende Niederlage in der Worringer Schlacht seine noch verbliebene Reputation bei den Kölnern eingebüßt hatte, wurde der Domhof noch zusätzlich bebaut. Dies zeigte den Bedeutungsverlust auf, den die erzbischöfliche „Pfalz“ erlitten hatte.

Erzbischöfliche Burgsitze und Paläste
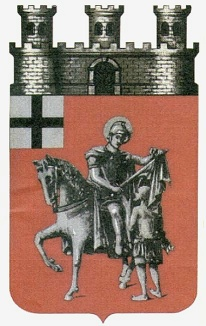
Ein altes Wappen von Zons zeigte auch das Kreuz des Kölner Erzstiftes
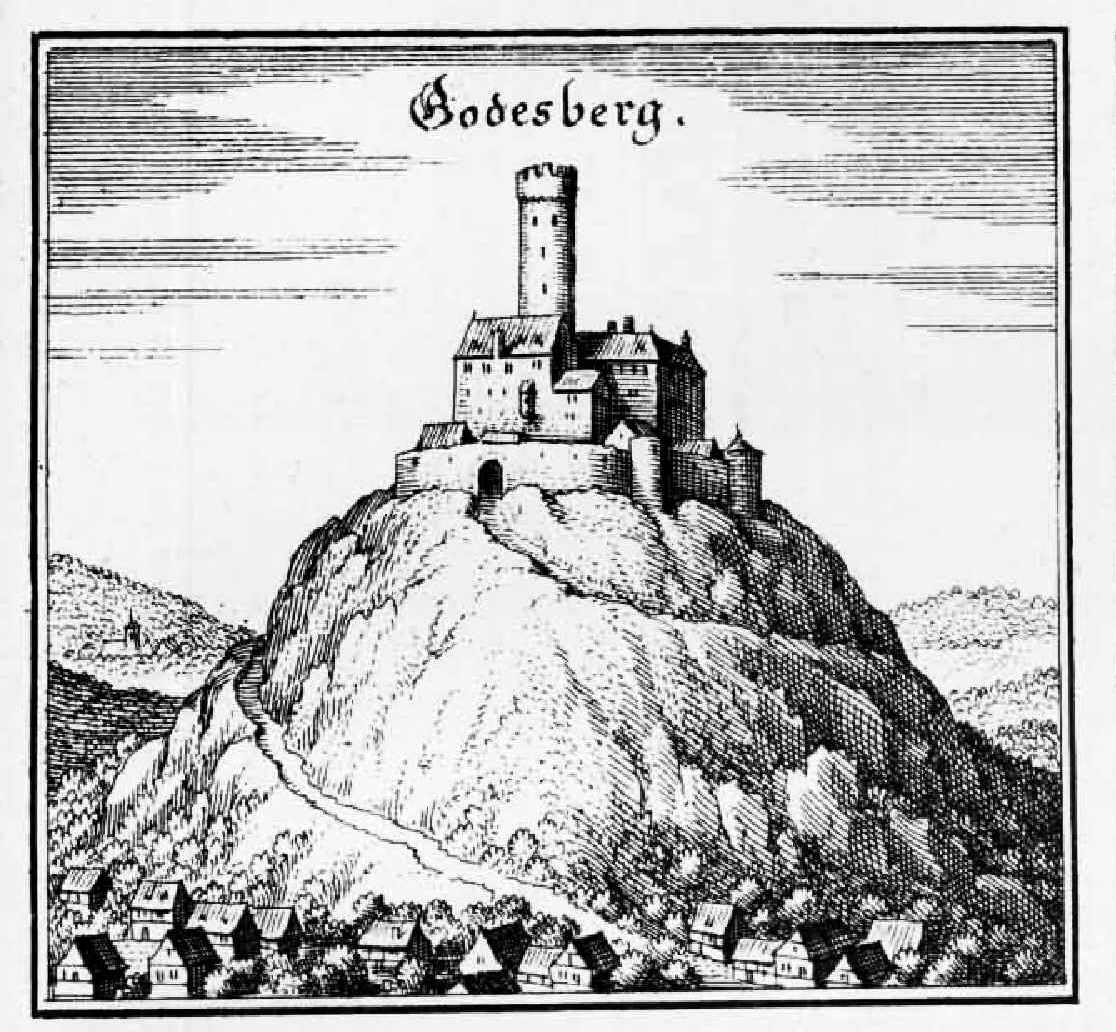
Die Godesburg vor der Zerstörung (Merian, 1646)
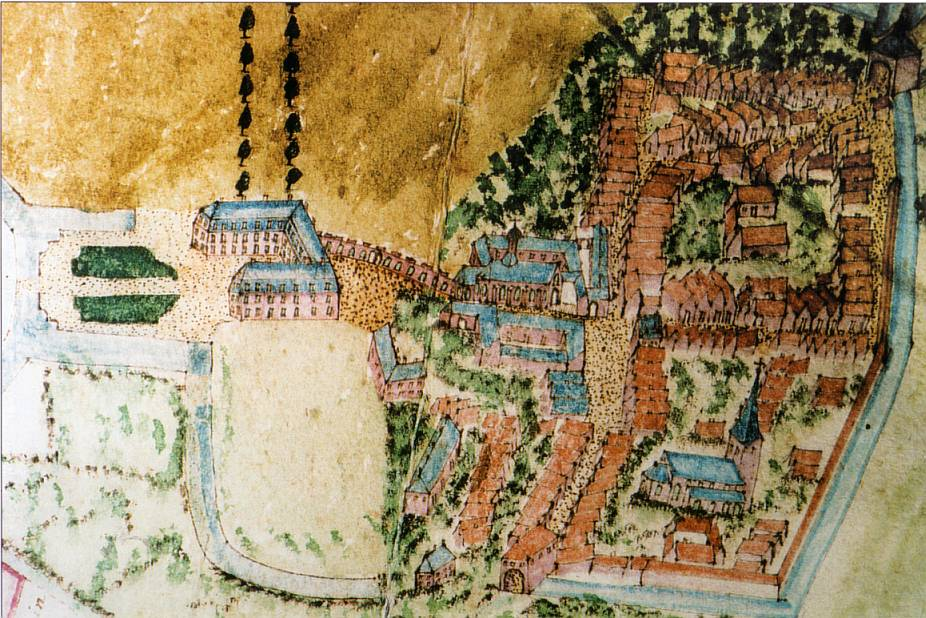
Die Brühler Residenz im 18. Jahrhundert
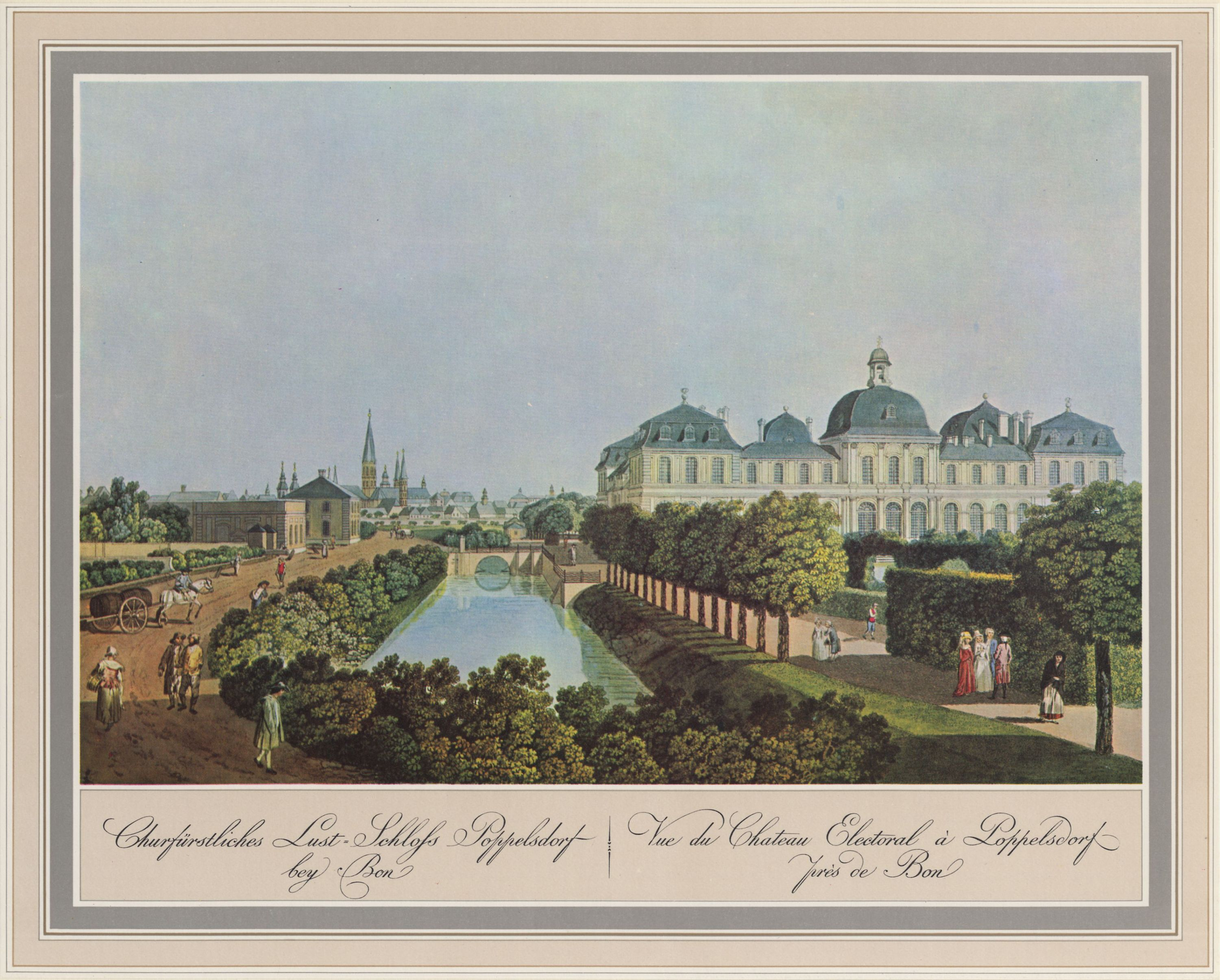
Schloss Poppelsdorf, Johann Andreas Ziegler, 1792

Die Kölner Erzbischöfe wählten nach ihrer Niederlage in der Schlacht von Worringen von 1288 ihre Residenz in unterschiedlichen Regionen des Kölner Umlandes. Neben dem im nördlichen Bistumsbereich gelegenen Zons, wohin nach Errichtung einer Veste Erzbischof Friedrich III. von Saarwerden im Jahre 1372 den Rheinzoll von Neuss verlegt hatte, bevorzugten sie südlich der Stadt Köln gelegene Aufenthaltsorte, in denen sie sich feudale Residenzen erbauen ließen. Es waren die Schloss- oder Burganlagen in Brühl, in Bonn das Kurfürstliche Schloss (welches in späterer Zeit über einen langen Zeitraum der feste Sitz blieb), das Schloss zu Poppelsdorf und die Godesberger Godesburg.

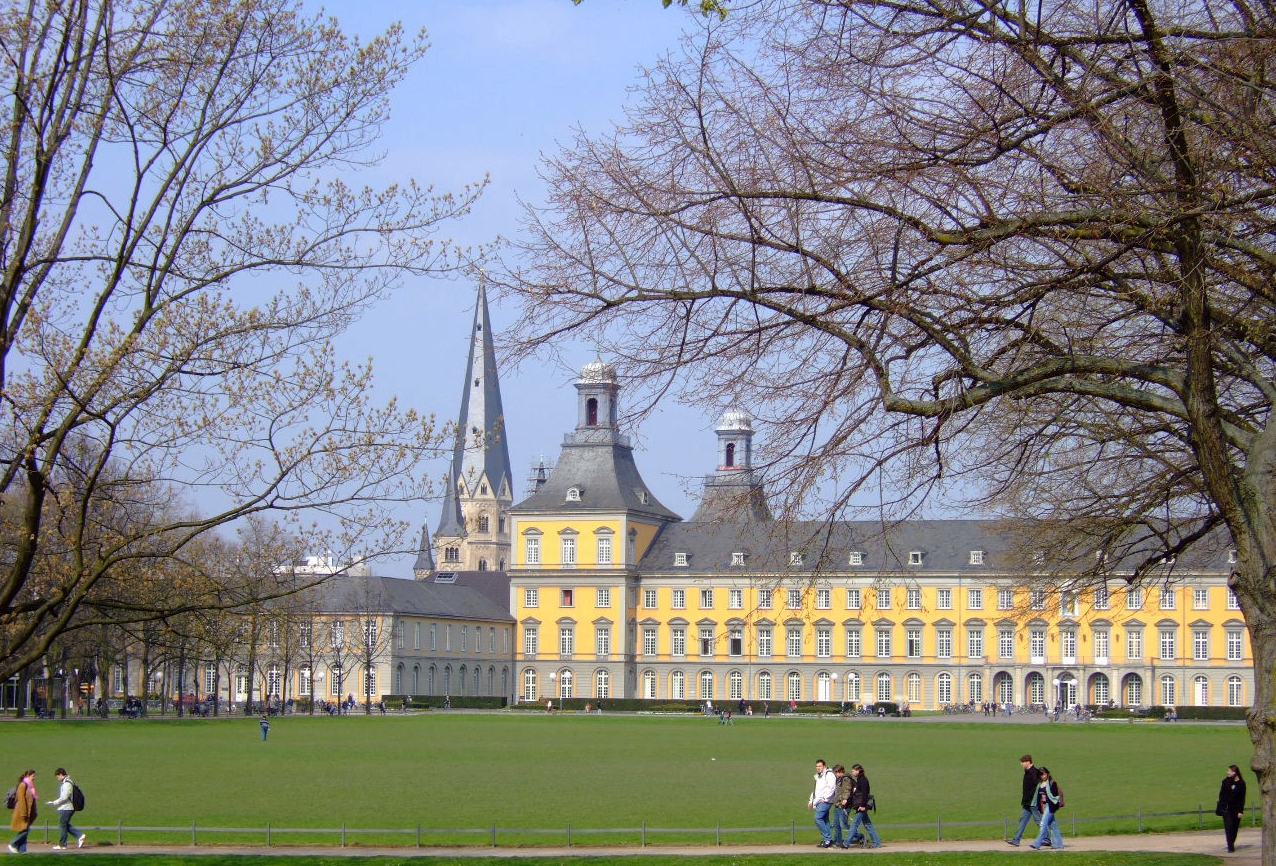
Heutiger Bonner Hofgarten

Im Bonner Exil verstarb am 7. April 1297 Erzbischof Siegfried und wurde in der Bonner Münsterkirche beigesetzt. Seine Unbeliebtheit in Köln hatte Erzbischof Ruprecht wohl schon 1469 veranlasst, die bischöfliche Residenz nach der alten Schlossanlage Brühl (später die Schlösser Augustusburg und Falkenlust) zu verlegen. Die Schlösser Augustusburg und Falkenlust wurden aber wohl nur als Sommerresidenz und zu Jagdaufenthalten genutzt.

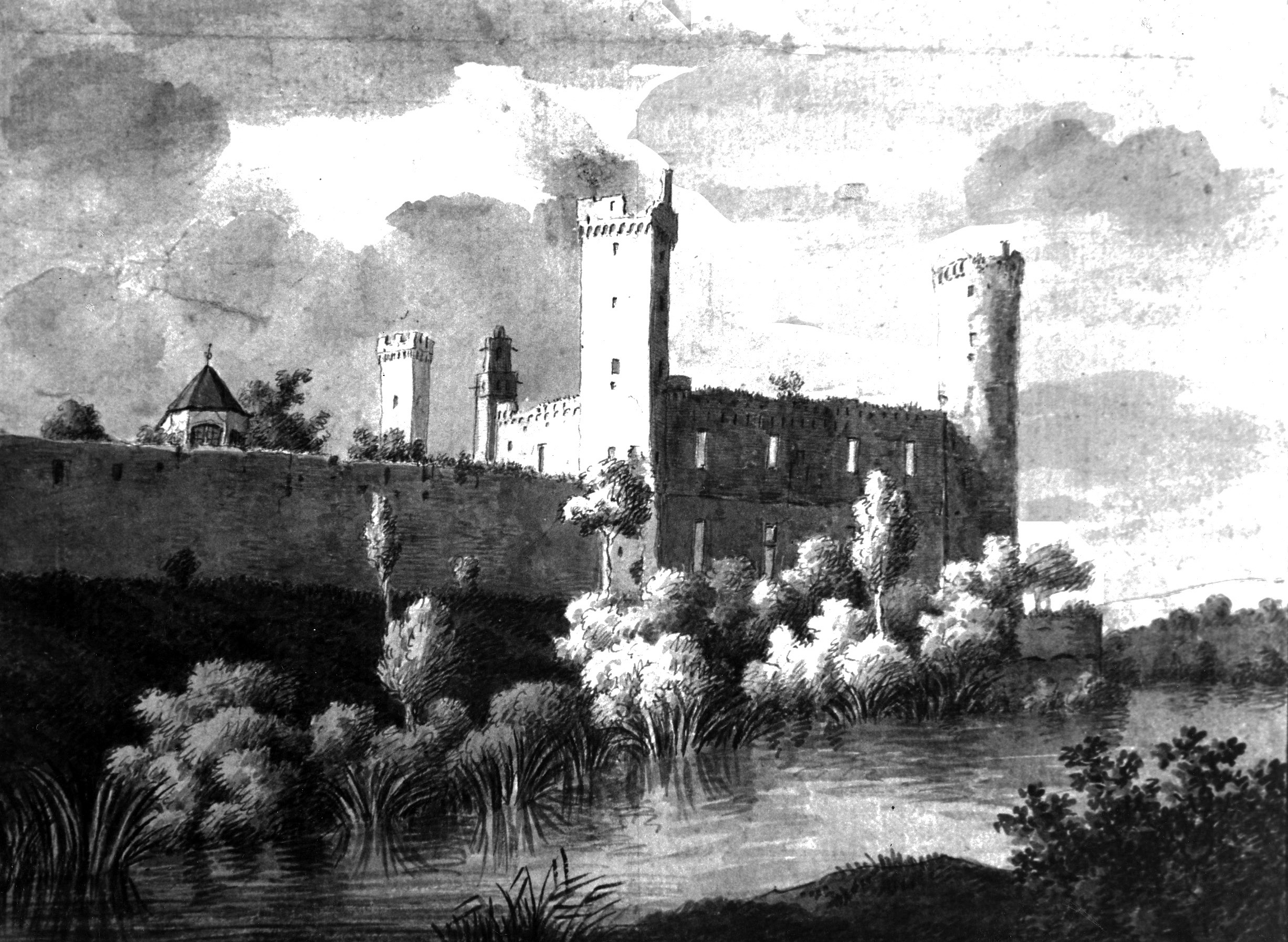
Landesburg Lechenich

Während der Regierungszeit Walrams rückte die Landesburg Lechenich in den Vordergrund, und auch Wilhelm von Gennep schien Lechenich zu bevorzugen. Die Lechenicher Burg wurde zur Zeit dieser Regentschaften des Öfteren frequentiert. Sie bot sich den herrschaftlichen Reisenden mit ihrem Gefolge auf dem Weg zwischen der Kaiserstadt Aachen nach Bonn zu kurzen Aufenthalten an. Feste Residenz wurde die Hofburg zu Bonn.
Ebenso wie Ruprecht bevorzugten seine Nachfolger Residenzen außerhalb der Stadt Köln, in der sie nach wie vor ihre Besitztümer hatten. Die ihnen verbliebenen Privilegien und Aufgaben als Landesherren nahmen sie nach wie vor wahr, auch in der 1475 zur Reichsstadt erhobenen Stadt Köln.
Im späten 14. Jahrhundert scheint die südlich von Bonn gelegene Godesburg eine bedeutende erzbischöfliche Residenz gewesen zu sein. In ihr bezog vom Oktober 1383 bis zum September 1384 Erzbischof Friedrich Quartier. Bis zur Mitte des 15. Jahrhunderts beherbergte die im 14. Jahrhundert ausgebaute Höhenburg das erzbischöfliche Archiv und die Registratur.
Erzbischof Dietrich bevorzugte das Bonner Schloss Poppelsdorf als seine Residenz.

## Säkularisation und preußische Zeit

Wappenschild des Erzstiftes

Das Kurfürstentum und Erzstift mit seinen Rechten, seinen Einflussmöglichkeiten und umfangreichen Besitzungen hatte bis zu dem 1803 verabschiedeten Gesetz des Reichsdeputationshauptschlusses Bestand. Die Vakanz des Kölner Bischofstuhles, die bisherige Kölner Erzdiözese unterstand nun dem neu gegründeten Bistum Aachen, sollte bis zu einer Neugliederung der Bistümer andauern. Am 16. Juli 1821 wurde mit der Bulle De salute animarum des Papstes Pius, die Wiedereinrichtung des Kölner Erzbistums verfügt.

### Erzbischöfliches Palais Gereonstraße

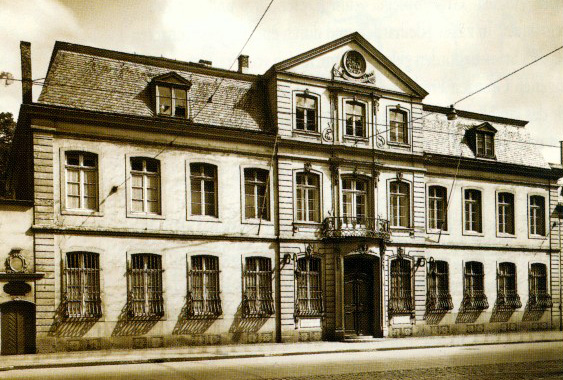
Ehemaliges „Erzbischöfliches Palais“ Köln, erbaut um 1758. Foto Hugo Schmölz

Ferdinand August von Spiegel war der Erzbischof, der nach Jahrhunderten nicht nur seinen Amtssitz in Köln hatte, sondern auch seinen festen Wohnsitz in der Stadt nahm. Im Juni 1825 wurde er feierlich inthronisiert.
Das im Jahr 1758 durch den Kölner Bürgermeister Johann Balthasar Josef von Mülheim erbaute Palais befand sich später in Besitz der Familie des Freiherren Engelbert Heereman von Zuydtwyck. Noch 1811 stellte die Familie das Palais Napoléon Bonaparte und seiner Frau, der Kaiserin Marie-Louise, anlässlich ihres Kölner Besuches als Wohnung zur Verfügung. 1817 wurde die Liegenschaft vom Preußischen Staat gekauft und 1824 zur Wohnstatt des Erzbischofs bestimmt.

#### Beschreibung
Erste Instandsetzungen erfolgten im Jahr 1866 durch Bauinspektor „Hauck“, der einen neuen Dachstuhl errichtete und die Giebelfassade erneuerte. Das herrschaftliche, zweistöckige Gebäude mit ausgedehnten Flügelbauten schloss mit einem Mansardendach ab. Die dreiachsige Anlage mit Mittelrisalit trug im Giebelfeld das erzbischöfliche Wappen. Das über dem Portal befindliche Balkongitter sowie die neben dem Eingang angebrachten gusseisernen Laternenhalter im Empirestil waren in Schlangenform gestaltet worden. Letztere sollen erhalten sein und im heutigen Palais Verwendung gefunden haben.
Das Treppenhaus mit Holzschnitzereien einer dreiarmigen Treppe im vorderen Bereich des Hauses (Straßenseite) entsprach dem Stil des Rokoko. Von der weiteren Innenausstattung sind nur einige Details bekannt, so die Türen mit massiven Beschlägen, die Täfelung der Sockelbereiche oder die Stuckdecken in mehreren Räumen.

## Heutige Residenz

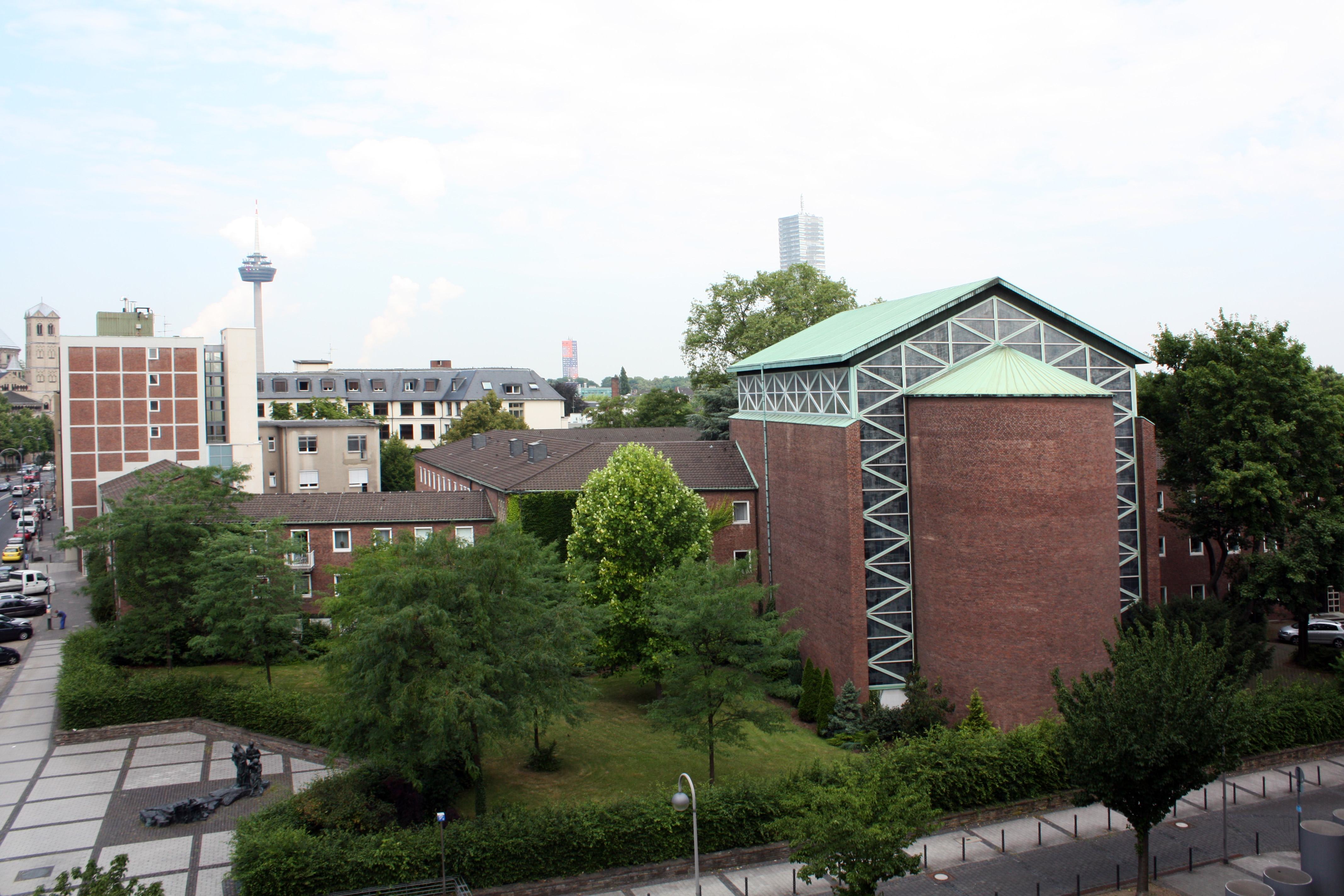
Blick auf die Kirche der Residenz mit Archivgebäude

Die heutige Anlage der Erzbischöflichen Residenz wurde 1957 bis 1958 von dem Kölner Architekten Hans Schumacher entworfen und in Zusammenarbeit mit Willy Weyres umgesetzt. Sie ist im Geiste der Nachkriegszeit bewusst schlicht konzipiert und beherbergt das erzbischöfliche Priesterseminar, das Historische Archiv des Erzbistums sowie das erzbischöfliche Offizialat. Die Gebäude stehen unter Denkmalschutz.
Der Gebäudekomplex liegt an der Ecke der Gereon- und der nach Erzbischof Josef Kardinal Frings benannten Kardinal-Frings-Straße und wurde auf einem Park mit altem Baumbestand errichtet, der zum Teil bei der Bebauung, auch in den zwei Innenhöfen, erhalten geblieben ist. Das Archiv liegt an der Straßenfront der Gereonstraße; der Haupteingang zum Priesterseminar und die Einfahrt zum eigentlichen Bischofssitz, die in einen geräumigen, mit einer Brunnenanlage ausgestatteten Innenhof führt, erfolgt über die Kardinal-Frings-Straße. Die Kirche ragt baulich zur Straße hin aus dem Komplex heraus und bildet so zum gegenüberliegenden Börsenplatz vor der IHK einen zusätzlichen Freiraum.
Die von einem Betonskelett getragenen und mit Backstein vermauerten Gebäude sind um zwei Innenhöfe herum kreuzgangartig angelegt. Der südliche, größere Teil bildet das Priesterseminar, der nördliche, kleinere Teil die Bischofsresidenz. Eine überwiegend aus der Vorkriegszeit stammende, hohe Mauer fasst das erhaltene Parkgelände im Verlauf der Straße abbiegend in das „Altengrabengässchen“ und weiter in die Straße „Im Klingelpütz“ ein. Sie endet in Höhe der dort einmündenden „Gereonsmühlengasse“, an der private Bebauung einsetzt.

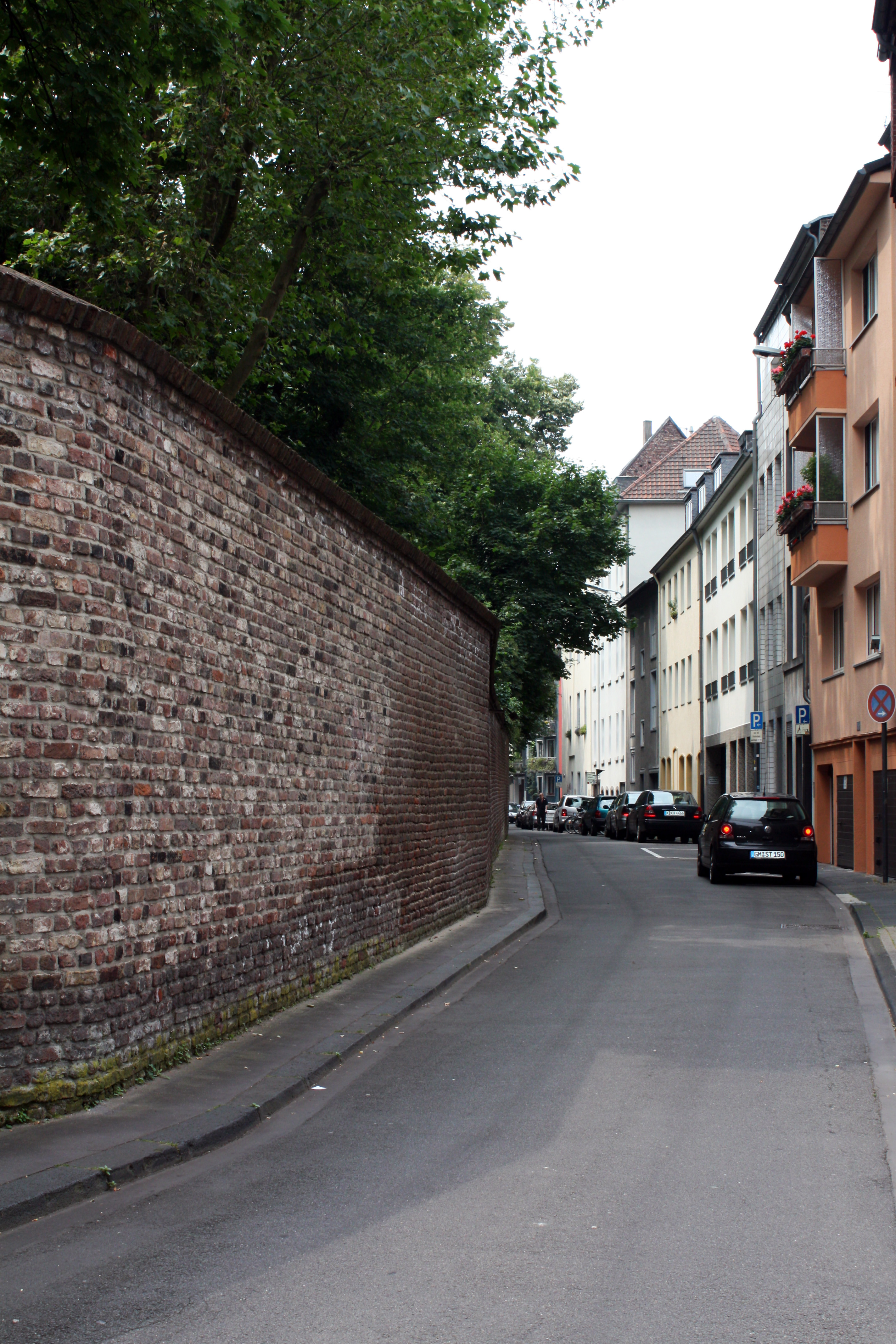
Umfassungsmauer Nordseite „Altengrabengässchen“
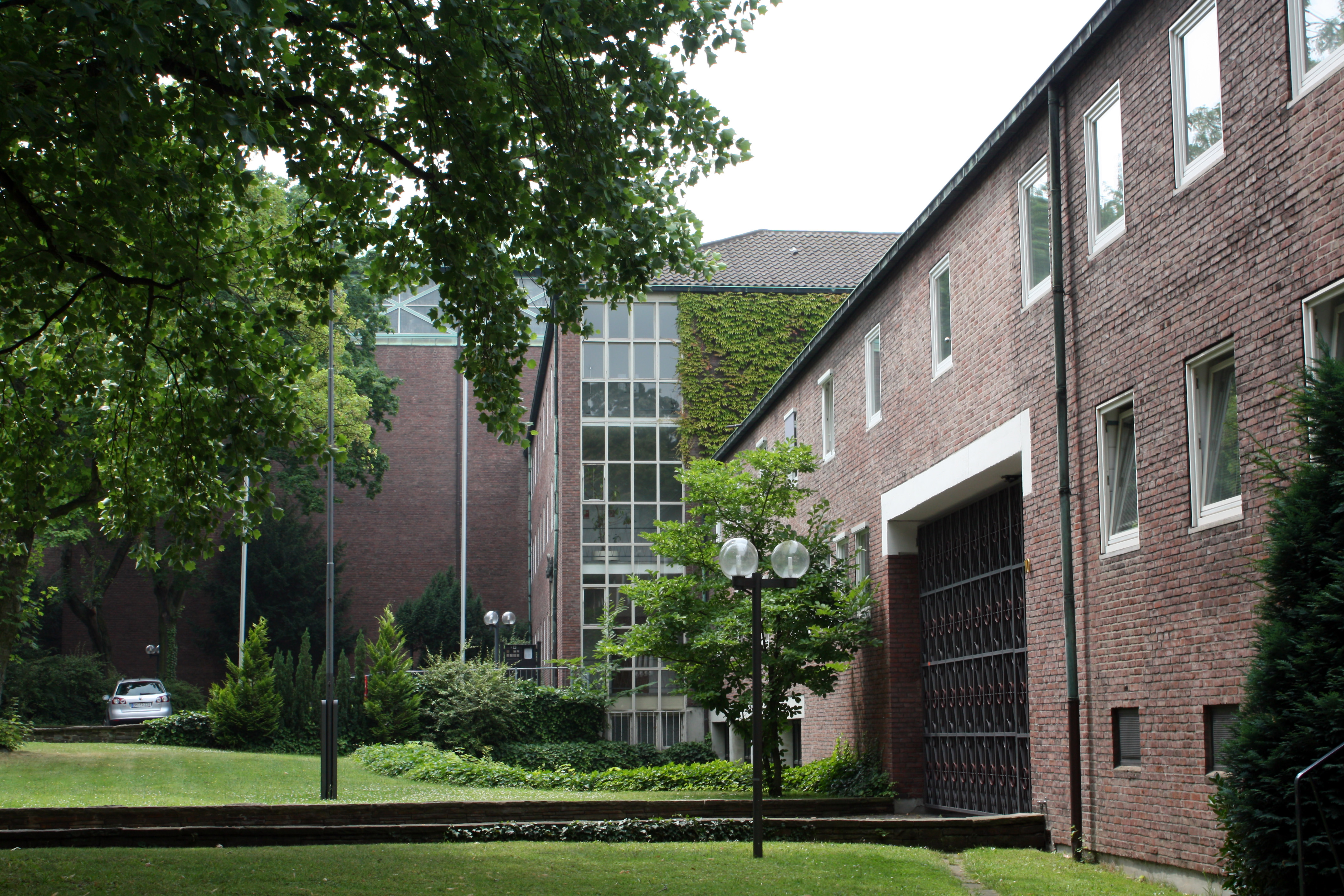
Eingangsbereich Kardinal-Frings-Straße
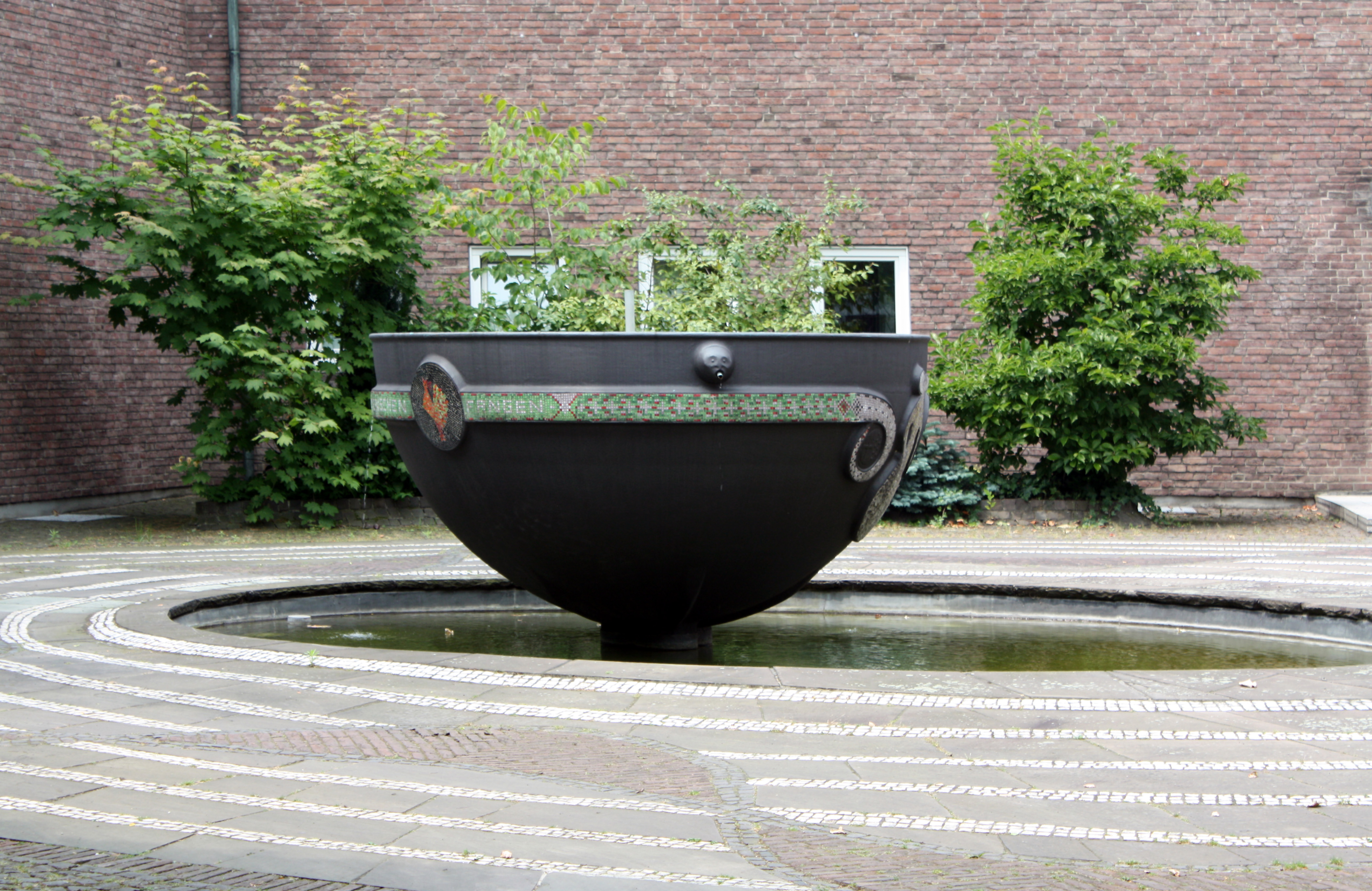
Brunnen des Innenhofes